# St. Marien (Hemer)

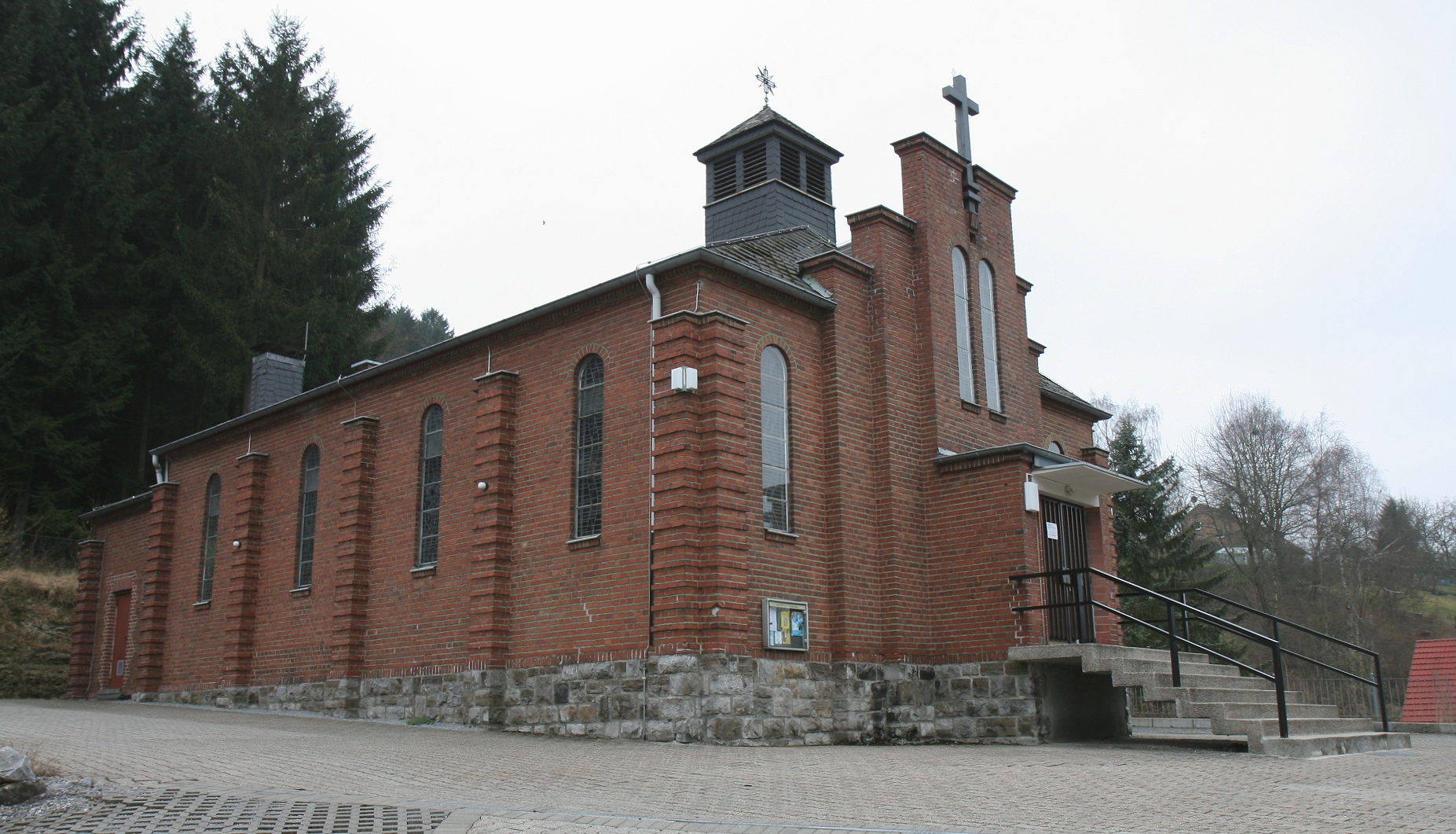
St. Marien

St. Marien ist eine von fünf römisch-katholischen Kirchen im Stadtgebiet von Hemer. Das Kirchenbauwerk wurde nach einem Jahr Bauzeit 1930 eingeweiht und liegt im Ortsteil Bredenbruch.

## Geschichte
Ihmert und Bredenbruch waren bis zur Reformation ein Teil der Pfarrgemeinde St. Pankratius in Iserlohn. Im Zuge der Reformation war die gesamte Bevölkerung des Tales evangelisch geworden, erst 1817 wurden erstmals wieder katholische Bewohner erwähnt. Damit wurde die Gemeinde St. Aloysius ebenfalls in Iserlohn zur Muttergemeinde. Während der Anteil der Katholiken in Ihmert weiter relativ gering war, lebten in Bredenbruch wieder viele Katholiken. Die meisten besuchten seit dem 20. Jahrhundert die Gottesdienste nicht mehr in Iserlohn, sondern in St. Bonifatius in Sundwig.
1920 begann der Aufbau einer eigenständigen Gemeinde in Bredenbruch mit der Erlaubnis, Gottesdienst und Religionsunterricht im Dorf selbst durchführen zu können. Die Messe wurde ein- bis zweimal im Monat in der Schule Johannistal gefeiert. 1929 konnte ein eigenes Grundstück gekauft werden, auf dem 1930 die neue Kirche St. Marien errichtet wurde. Gottesdienste fanden damit fortan wöchentlich statt.
Nachdem bis 1945 die Pfarrer von St. Aloysius auch für St. Marien zuständig gewesen waren, erhielt die Gemeinde nach Kriegsende einen eigenen Geistlichen. Der Seelsorger der heutigen LWL-Klinik Hemer, die damals als Lazarett genutzt wurde, hielt Gottesdienste in Bredenbruch und für die Verwundeten, die in Ihmert behandelt wurden, auch in der Ihmerter Kirche.
In direkter Nachbarschaft zur Kirche wurde 1956 ein Vikariegebäude eingeweiht, nachdem der Innenraum der Kirche bereits 1948 renoviert worden war. Zum Jahresbeginn 1959 erhielt die vier Jahre zuvor zu Pfarrvikarie erhobene Gemeinde eine eigene Vermögensverwaltung, ab 1984 gehörte sie zum Gemeindebereich von St. Petrus Canisius in Westig. Später wurde St. Marien bis zur Auflösung des Pastoralverbundes Hemer zum 31. Dezember 2020 eigenständige Pfarrkirche in diesem Pastoralverbund. Seit dem 1. Januar 2021 gehört die Gemeinde zur Gesamtpfarrei St. Vitus Hemer.
Das Kirchengebäude wurde 1973 nach Planungen des Hemeraner Architekten Hermann-Josef Geismann restauriert. Bei den Arbeiten entstand unter anderem ein neuer Altarraum und neue Chorfenster wurden eingesetzt. Das Gemeindehaus neben der Kirche wurde am 8. Juni 1980 nach weniger als einem Jahr Bauzeit eingeweiht.

## Architektur und Ausstattung
Die Saalkirche wurde als Backsteinbau nach Plänen des Architekten Pehle aus Iserlohn auf einem Bruchsteinsockel erbaut. Die Rundbogenfenster, die Walter Klocke aus Gelsenkirchen entwarf, sind seit 1966 mit Bildern aus dem Leben der Maria verziert. Aus dem Jahr 1973 stammt der Altarraum in seinem heutigen Aussehen. Er ist von einem Glasbetonfenster geprägt, das das Kreuz als „Baum des Lebens“ darstellt. In dessen Mitte befindet sich der Tabernakel, der 2006 auf Anregung von Johannes Joachim Degenhardt erneuert wurde. Das Erzbistum Paderborn übernahm einen Großteil der Kosten.
Die Kirche verfügt über eine Glocke aus dem Jahr 1988. Die 78 Kilogramm schwere Glocke mit einem Durchmesser von 48 Zentimeter und Schlagton gis’’ ersetzte eine alte Stahlglocke mit schlechtem Klang. Sie trägt die Inschrift „St. Maria Rosenkranz“.

## Orgel
Aus finanziellen Gründen konnte die Gemeinde erst im Jahre 1960 eine kleine Orgel mit 5 Registern und angehängtem Pedal erwerben. Erbauer unbekannt. Experten stellten aber fest, dass es sich um ein historisch wertvolles Instrument der Firma Ibach, etwa aus dem Jahre 1830, handelt. Eine neue Orgel wurde 1986 angeschafft. Die „alte“ Orgel steht heute in der Bonifatiuskapelle Becke, nachdem sie über 20 Jahre im Gemeindezentrum Deilinghofen gestanden hatte. Die neue Orgel hat elf Register, mechanische Traktur und Schleifladen. Gebaut wurde das Werk von dem Orgelbauunternehmen Simon in Borgentreich-Muddenhagen. Die Orgelweihe erfolgte am 29. Mai 1986.
| Hauptwerk  |       |
| Rohrflöte  | 8′    |
| Prinzipal  | 4′    |
| Waldflöte  | 2′    |
| Mixtur III | 1 ⁄3′ |

| Schwellwerk |        |
| Holzgedeckt | 8′     |
| Blockflöte  | 4′     |
| Quinte      | 2 ⁄3′  |
| Prinzipal   | 2′     |
| Terz        | 1 3⁄5′ |
| Tremulant   |        |

| Pedal      |     |
| Subbaß     | 16′ |
| Gedecktbaß | 8′  |

- Mechanische Koppeln: Man. II/I, I/Ped. II/Ped.
- Mechanische Spiel- und Registertraktur, Schleifladen